# Jean-Jacques Ampère

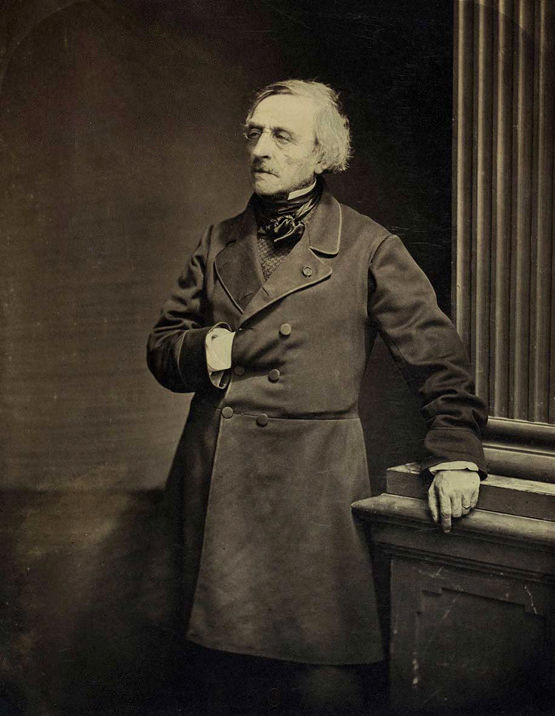
Jean-Jacques Ampère

Jean-Jacques Ampère (* 12. August 1800 in Lyon; † 27. März 1864 in Pau) (am Grabstein: Jean-Jacques Antoine Ampère) war ein französischer Historiker, Philologe und Schriftsteller.

## Leben
Ampère, Sohn des Wissenschaftlers André-Marie Ampère, begann seine literarische Laufbahn mit einigen Tragödien. 1826 reiste er nach Deutschland und war dort Gast Johann Wolfgang von Goethes, der durch Ampères Arbeiten beeindruckt war. Er unternahm weitere Reisen nach Norwegen, Schweden und Ägypten. 1830 wurde Ampère zum Professor an der Sorbonne ernannt.
Am Collège de France, wo er seit 1833 einen Lehrstuhl innehielt, forschte Ampère für seine philologischen Hauptwerke Histoire littéraire de la France avant le XIIe siècle (1839/40) und Histoire de la littérature au moyen âge. De la formation de la langue française (1841). Er schrieb für verschiedene Zeitschriften, darunter die Revue française und den Globe, Theaterkritiken sowie Artikel über Literaturgeschichte, französische Sprachgeschichte und Literaturgeschichte.
Er beteiligte sich überdies am Vorhaben einer Sammlung von Volkserzählungen, die auch in von Frankreich neu angeeigneten Gebieten stattfinden und bis nach Québec ausgedehnt werden sollte. Auf die Berichte Alexis de Tocquevilles gestützt, erhoffte er sich, unter isoliert lebenden nordamerikanischen Siedlern das alte französische Erzählgut in seinem Urzustand konserviert zu finden. Sein Recueil général des poésies populaires wurde jedoch nie fertiggestellt. 1876 wurden die handschriftlichen Aufzeichnungen der Bibliothèque nationale de France übergeben.
1842 wurde er in die Académie des Inscriptions et Belles-Lettres aufgenommen und am 22. April 1847 in die Académie française als Nachfolger Alexandre Guirauds gewählt. 1859 wurde er zum Mitglied der Accademia della Crusca gewählt. Zusammen mit Prosper Mérimée reiste er in den Nahen Osten, nach Griechenland und Italien.  Weitere Reiseziele Ampères waren 1851 die Vereinigten Staaten und Mexiko. In den gesellschaftlichen Kreisen von Paris gehörte er dem Salonzirkel um die deutlich ältere Julie Récamier an, mit der er eine lange Korrespondenz führte.

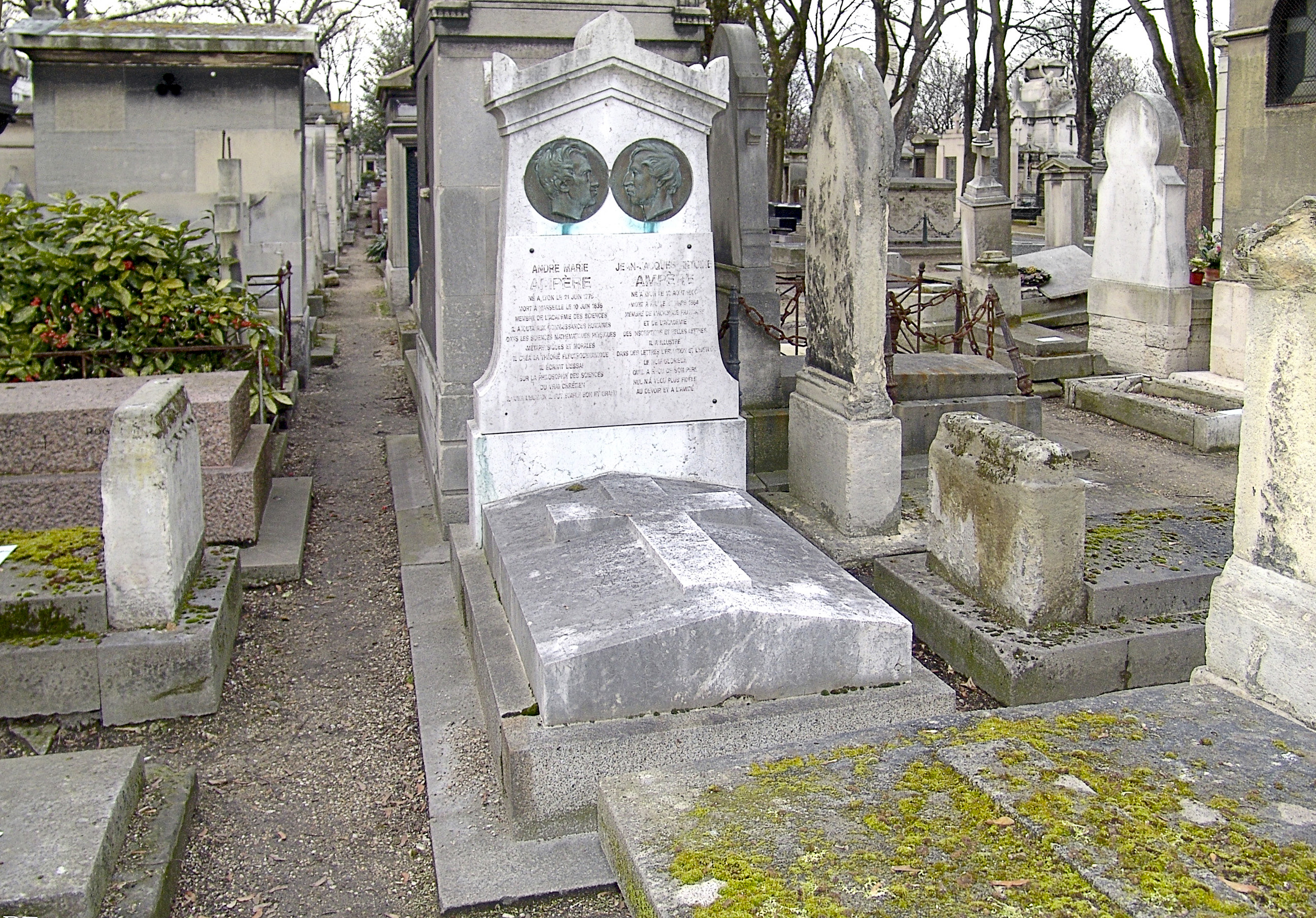
Grab von André-Marie Ampère und (rechts:) Sohn Jean-Jacques Antoine Ampère am Friedhof Montmartre, Paris.

Am gemeinsamen Grabstein am Cimetière de Montmartre in Paris ist links sein Vater André-Marie Ampère, er rechts daneben als Jean-Jacques Antoine Ampère verewigt. Sein Großvater hieß ebenfalls Jean-Jacques Ampère.

## Werke
- De l’histoire de la poésie (1830)
- De la littérature française dans ses rapports avec les littératures étrangères au moyen âge (1833)
- Littérature et voyages: Allemagne et Scandinavie  (1833)
- Histoire littéraire de la France avant le XIIe siècle (3 Bände, 1839)
- Histoire de la littérature au moyen âge. De la formation de la langue française (3 Bände, 1841)
- Ballanche (1849)
- La Grèce, Rome et Dante: études littéraires d’après nature (1848)
- Littérature, voyages et poésies (2 Bände, 1848)
- Proménade en Amérique: États-Unis, Cuba et Mexique (1854)
- L’histoire romaine à Rome (4 Bände, 1856)
- César, scènes historiques (1859)
- Promenade en Amérique (2 Bände, 1860)
- La science et les lettres en Orient (1865)
- Mélanges d’histoire et de littérature (2 Bände, 1867)
- L’Empire romain à Rome (2 Bände, 1867)
- Voyage en Égypte et en Nubie (1868)
- Christian ou l’année romaine (1887)
- Jean-Jacques Ampère, Voyage dantesque / Viaggio dantesco [1839], edizione con testo a fronte, introduzione, nota al testo e testo critico a cura di Massimo Colella, Firenze, Società Dantesca Italiana – Polistampa (“Il viaggio di Dante”, 1), 2018, pp. 264.